# Diaspidiotus liquidambaris
Diaspidiotus liquidambaris är en insektsart som först beskrevs av Kotinsky 1903.  Diaspidiotus liquidambaris ingår i släktet Diaspidiotus och familjen pansarsköldlöss. Inga underarter finns listade i Catalogue of Life.